# Bertin Tomou
Bertin Tomou Bayard (* 8. August 1978 in Bafoussam) ist ein ehemaliger kamerunischer Fußballspieler.

## Verein
Tomou begann seine Karriere bei PWD Bamenda (1995–1997) und zog 1997 nach Ostasien, wo er bis 2005 für verschiedene Clubs spielte, so für die Pohang Steelers (1997–1998), Shenzhen Ping'an Insurance (1998–2000), Yunnan Hongta (2000–2002), Shanghai Shenhua (2002–2004) und Xiamen Red Lion (2004–2005). Von Juli 2005 bis Juli 2006 spielte er für den französischen Zweitligisten Stade Brest und wechselte anschließend in die belgische Jupiler League, wo er von 2006 bis 2008 für Excelsior Mouscron tätig war und seit der Saison 2008/09 mit der Rückennummer 9 für den KVC Westerlo spielt. Nachdem er im Sommer 2010 zum KSV Roeselare wechselte, kam er nicht richtig zum Zuge und verließ den Verein im September 2011 Richtung Frankreich. In Frankreich spielte er dann  für US Vaires. Es folgten weitere Amateurvereine in Belgien. Zuletzt spielte er bei RE Bertrix und beendete dort in der Winterpause 2015/16 seine aktive Karriere.

## Nationalmannschaft
2004 und 2008 bestritt Tomou jeweils ein Spiel für die A-Nationalmannschaft Kameruns, davon letzteres bei der Afrikameisterschaft.

## Erfolge
- 1997: Gewinner Asian Club Championship mit den Pohang Steelers
- 1997: Finalist Asian Super Cup mit den Pohang Steelers
- 2003: Chinesischer Fußballmeister mit Shanghai Shenhua
- 2008: Finalist Fußball-Afrikameisterschaft mit der Kamerunischen Fußballnationalmannschaft